# Crassula foveata
Crassula foveata är en fetbladsväxtart som beskrevs av Van Jaarsv.. Crassula foveata ingår i släktet krassulor, och familjen fetbladsväxter. Inga underarter finns listade i Catalogue of Life.